# David Broder
Pour les articles homonymes, voir Broder.
David Broder (11 septembre 1929 - 9 mars 2011) est un journaliste américain écrivant dans le Washington Post pour plus de quatre décennies, couvrant les campagnes présidentielles. Il a remporté un prix Pulitzer en 1973 pour sa couverture du scandale du Watergate,. Il a écrit plus de 4 000 articles pour The Washington Post.